# James Veitch (fils)
Pour les articles homonymes, voir James Veitch et Veitch.
James Veitch, né le 24 mai 1815 et mort le 10 septembre 1869, est un horticulteur anglais qui était le troisième horticulteur de sa lignée, propriétaire des pépinières Veitch.

## Biographie
Veitch était le fils de l'horticulteur James Veitch (en) et petit-fils de John Veitch (en), fondateur de cette lignée de pépiniéristes. Après avoir été formé par son père et son grand-père dans leur domaine de Killerton, James junior est envoyé en apprentissage à Londres auprès de pépiniéristes pendant deux ans. À son retour dans le Devon, James Veitch aide son père qui agrandit sa pépinière d'Exeter. En reconnaissance de son talent, son père en fait son partenaire en affaires en 1838.
En 1838, James Veitch épouse la fille d'un fermier de Poltimore, Harriott Gould. Le ménage s'installe dans leur villa du nom de Gras Lawn, près de leur pépinière de Mount Radford à Exeter. Les visiteurs peuvent admirer encore le sequoiadendron planté par lui qui orne le jardin de devant de leur ancienne résidence de Barrack Road.
James Veitch se rend compte que les pépinières Veitch & Sons, situées dans le Devon, ne peuvent rivaliser avec les pépinières de Londres, aussi acquiert-il en 1853 la Royal Exotic Nursery de Knight & Perry à Kings Road, situé dans le quartier de Chelsea. 
James Veitch se révèle un homme d'affaires avisé et industrieux, et un horticulteur doué. De 1856 à 1864, il est membre du conseil de la Royal Horticultural Society. Il lance entre autres la commission des fruits et des fleurs de la RHS ; et la Veitch Memorial Medal est fondée en son honneur. Sous sa direction, la Royal Exotic Nursery devient l'une des plus importantes d'Europe, de son genre. Elle est organisée en onze sections : celle des orchidées, des fougères, des plantes nouvelles, des plantes décoratives, des plantes tropicales, des plantes à bois tendre, des plantes à bois dur, des vignes, la section de propagation, celle des graines et celle des serres. Chacune produit des cultivars de haute qualité. Les affaires connaissent une réelle expansion et des filiales ouvrent à Feltham, Langley et à Coombe Wood. 
Finalement, il devient impossible de garder les pépinières dans la même structure financière et Exeter et Londres se séparent en 1863. À Exeter, James père laisse la direction à son fils puîné Robert (en) (1823-1885) ; cette branche prend le nom de Robert Veitch & Sons. Celle de Londres prend le nom de James Veitch & Sons. Ses fils John (1839-1870) et Harry (1840-1924), ainsi qu'Arthur (en) (1844-1880) lui succéderont.
Son abréviation botanique est J.J.Veitch.

## Hommages
- La James Veitch Medal de la Royal Horticultural Society lui doit son nom.
- La rose 'James Veitch' (1864) lui est dédiée.